# Мейєр Зайдер
Мейєр Зайдер (? — 1930) — начальник охорони Перегонівського цукрового заводу в 1922—1925 роках, був відомий завдяки тому, що 6 серпня 1925 року застрелив відомого військового діяча СРСР Григорія Котовського.

## Біографія
Про життя Зайдера на прізвисько Майорчик до Жовтневої революції мало що відомо. Відомо, що до 1920 року він мав один з найвідоміших і респектабельних публічних будинків в Одесі. Зайдер був досить заможною людиною і навіть збирався купувати особняк з видом на Чорне море.
У той же час в Одесі діяло більшовицьке підпілля, очолюване Григорієм Котовським. Воно брало участь у нальотах на тюрми і контррозвідку генерала Денікіна, вилучало зброю і переправляло його придністровським партизанам, влаштовували диверсії на залізницях.

## Знайомство з Котовським
Зайдер і Котовський познайомилися при таких обставинах. Одного разу, рятуючись від переслідування, Котовський у формі капітана артилерії зайшов до нього, звернувшись прямо з порога:
| Ліві лапки | Я Котовский. Мне нужен ключ от вашего чердака... (после получения ключа) Вы не видели сегодня никакого капитана. Не так ли? | Праві лапки |

Зайдер сховав Котовського у себе на горищі. Вночі той, переодягнувшись у цивільне і надівши перуку, спустився і залишив його квартиру, сказавши, що він тепер його боржник.
У 1919 році Зайдер був ад'ютантом у відомого одеського грабіжника Мішки Япончика, був відомий під кличкою «Майорчик». 1920 року Зайдер став безробітним, позаяк остаточно встановлена в Одесі радянська влада закрила публічний будинок, що належав йому. Упродовж двох років він перебивався випадковими заробітками. 1922 року Зайдер дізнався, що в Умані розквартирований кавалерійський корпус, яким командував його боржник Котовський, вирушив до нього з проханням про допомогу. Котовський допоміг Зайдерові, влаштувавши того начальником охорони Перегонівського цукрового заводу, розташованого поблизу Умані. Зайдер, у свою чергу, допомагав Котовському в облаштуванні побуту його корпусу. Так, його ідеєю було заготовляння шкір котовцями та обмін їх в Іваново на тканини, які йшли на обмундирування. Зайдер, за спогадами очевидців, був дуже вдячний Котовському за допомогу, оскільки знайти роботу на початку 1920-х років було дуже важко, і на біржах праці стояло близько півтора мільйона осіб (станом на 1925 рік).

## Вбивство

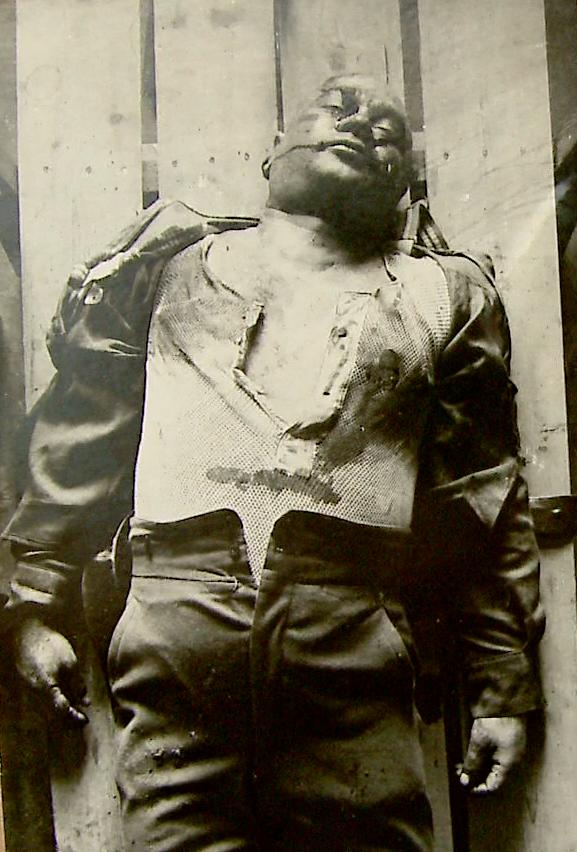
Тіло Котовського після вбивства

На початку серпня 1925 року Зайдер приїхав до радгоспу Чабанка, де тимчасово мешкав Котовський. Свій приїзд він мотивував тим, що хоче допомогти його родині зібратися в дорогу. Можливо, що Котовський заздалегідь знав про приїзд Зайдера, але не заважав цьому, повністю довіряючи йому.
Увечері 5 серпня 1925 року Котовського запросили на «ватру» в розташованому неподалік від Чабанки Лузанівському піонертаборі, після чого той повернувся додому. Приблизно о 23:00 з нагоди від'їзду Котовського червоні командири, що жили по сусідству вирішили влаштувати йому урочисті проводи. 
Куля, випущена вбивцею з револьвера, потрапила Котовському в аорту. Смерть настала миттєво. На постріли прибігли сусіди. Вбивця незабаром з'явився сам. На світанку того ж дня Зайдер був заарештований. Під час слідства і на суді він повністю визнав свою провину, правда, часто змінював свідчення. Так, на слідстві він стверджував, що застрелив Котовського з ревнощів, а на суді заявив, що вбив його тому, що той не підвищив його службовими сходами. Суд відбувся у серпні 1926 року. Зайдер був засуджений до 10 років позбавлення волі. З вироку були виключені пункти звинувачення у співробітництві з румунськими спецслужбами.
Покарання Мейєр Зайдер відбував у харківському будинку попереднього ув'язнення, незабаром він вже став завідувачем тюремного клюбу, був переведений на безконвойну систему утримання й отримав право вільного виходу з в'язниці до міста. 1928 року, не просидівши у в'язниці і трьох років, Зайдер був звільнений умовно-достроково за зразкову поведінку. Після звільнення він влаштувався на роботу зчіплювачем залізничних вагонів.
Восени 1930 року 3-я Бессарабська кавалерійська дивізія, розквартирована в Бердичеві, святкувала десятиріччя свого бойового шляху. З нагоди ювілею мали відбутися свято і маневри, на них були запрошені ветерани дивізії, в тому числі і вдова Григорія Котовського — Ольга Петрівна, що колись служила лікарем у його бригаді. Одного разу ввечері до неї прийшли три її колишніх товариша по службі і сказали, що Мейєр Зайдер засуджений ними до смертної кари. Котовська намагалася їм заперечувати, кажучи, що Зайдер — єдиний свідок вбивства її чоловіка, і вбивати його в жодному разі не можна, але її доводи не переконали змовників. Маючи намір перешкодити їм, Котовська звернулася до командира дивізії Мишуку і політвідділу дивізії.
Незабаром стало відомо, що Мейєр Зайдер був убитий в Харкові, неподалік від місцевого залізничного вокзалу. Труп був виявлений на полотні залізниці. Ймовірно, що, задушивши його, ліквідатори кинули Зайдера на рейки в надії зімітувати нещасний випадок, але поїзд запізнився, і їх план провалився. Як згодом вдалося встановити, вбивство скоїли три кавалериста, які служили разом з Котовським — Стригунов, Вальдман і третій, особа якого так і не відома досі. Вбивці Зайдера засуджені не були. За спогадами сина Котовського Григорія Григоровича, головним організатором вбивства Зайдера був одесит Вальдман, в 1939 році він був розстріляний по зовсім іншій справі.
Досі багато дослідників вбивства Котовського переконані, що Зайдер був не єдиним і не головним злочинцем, а діяв під чиїмось керівництвом. Матеріали про вбивство Котовського були засекречені.